# Gouvernement de Podolie
1793–1925
Entités précédentes :
- Voïvodie de Podolie

Entités suivantes :
- Oblast de Khmelnytsky

Le gouvernement de Podolie (en russe : Подольская губерния, Podolskaïa goubernia soit « gouvernement podolien »), est une entité administrative de l'Empire russe, créée après le deuxième partage de la Pologne, en 1793, et supprimée en 1925. Ses capitales furent Kamianets-Podilsky (1793-1914), puis Vinnytsia (1914-1925).

## Histoire
Le gouvernement de Podolie fit successivement partie de :
- l'Empire russe de 1793 à 1917 ;
- la République populaire ukrainienne de 1917 à 1921 ;
- la république socialiste soviétique d'Ukraine de 1921 à 1922 ;
- l'Union soviétique (RSS d'Ukraine) de 1922 à 1925.

## Subdivisions administratives
Au début du XXe siècle le gouvernement de Podolie était divisé en douze ouïezds : 
1. Balta ;
2. Bratslav ;
3. Vinnitsa ;
4. Gaïssine ;
5. Kamianets-Podilsky ;
6. Letitchev ;
7. Litine ;
8. Moguilev-sur-le-Dniestr ;
9. Novaïa Ouchitsa ;
10. Olgopol ;
11. Khmelnitski ;
12. Iampol.